# 징보란
징보란(중국어: 井柏然, 병음: Jǐng Bórán, 한자음: 정백연, 1989년 4월 19일 ~ )은 중국의 남자 배우이다. 2007년에 부신박과 함께 2인조 음악 그룹 보보(BoBo)의 멤버로 데뷔했다. 《실고》라는 영화를 통해 첫 주연을 하면서 유명해졌다.

## 출연 작품

### 영화
- 전성열련 (조연)
- 그림자애인 (조연)
- 중화 명탐정 (조연)
- 혈적자:황제암살단 (조연)
- 신편집부고사 (조연)
- 업 인 더 윈드 (주연)
- 라이즈 오브 더 레전드:황비홍 (조연)
- 몬스터 헌트 (주연)
- 사랑:세 도시 이야기 (조연)
- 실고 (주연)
- 상애천사천년 (주연)
- 도묘필기:미이라의 부활 (주연)
- 미미일소흔경성 (주연)
- 풍중유타우주적운 (주연)
- 몬스터 헌트2:요괴 사냥단 (주연)
- 조종십구대 (주연)
- 먼 훗날 우리 (주연)
- 더 쉐도우 플레이 (주연)

### 방송 프로그램
- 청춘진행시 (2009~2019)
- 33고사관 (2011)
- 신편집부고사 (2013)
- 상애천사천년 (2015)
- 일곡삼생 (2018)
- 여심리사 (2021)
- 귀로 (2022)
- 군자맹 (2023)
- 신생 (2023)